# Smederevo
Smederevo (cyr. Смедерево) – miasto w Serbii, stolica okręgu podunajskiego i siedziba miasta Smederevo. Jest położone nad Dunajem. W 2011 roku liczyło 64 175 mieszkańców.

## Historia
Pierwsza wzmianka o miejscowości pojawiła się w 1019 roku.
Serbski książę Łazarz I Hrebeljanović w 1381 roku to niewielkie wówczas miasteczko przekazał klasztorowi w Ravanicy.
Po śmierci księcia Stefana Lazarevicia (1437) jego następca Djuradj Branković opuścił Belgrad, uczynił Smederevo stolicą Serbii oraz zbudował u ujścia Jezavy do Dunaju zamek i fortyfikacje.
W czerwcu 1439 roku Turcy z liczbą 130 tys. żołnierzy przybliżyli się do miasta, przewodził im sułtan Murad II. Po kilku dniach tureccy żołnierze wycofali się. W 1453 roku sułtan Mehmed II z 20 tys. żołnierzami obległ miasto, uprowadzając do niewoli 50 tys. Serbów.
Do początków XIX wieku (formalnie do 1830 roku) Smederevo znajdowało się w utworzonej w ramach Imperium Osmańskiego jednostki administracyjnej określanej jako paszałyk belgradzki lub Sandżak Smedereva.

## Gospodarka
W tym mieście rozwinął się przemysł metalurgiczny, maszynowy, taboru kolejowego, chemiczny, meblarski oraz spożywczy.

## Zabytki
- Pałac stołeczny, gdzie w jednej z komnat zostało podpisane porozumienie pomiędzy Księstwem Serbskim a Wenecją; pochodzi z epoki średniowiecza
- Baszta donzon – jedna z ostatnich obron dla miasta, mury mają 4 metry grubości

## Kultura
- Muzeum Miejskie
- Ośrodek kultury
- Teatr Awangardowy PATOS

## Miasta partnerskie
- Pale, Bośnia i Hercegowina
- Wolos, Grecja
- Herceg Novi, Czarnogóra

## Galeria

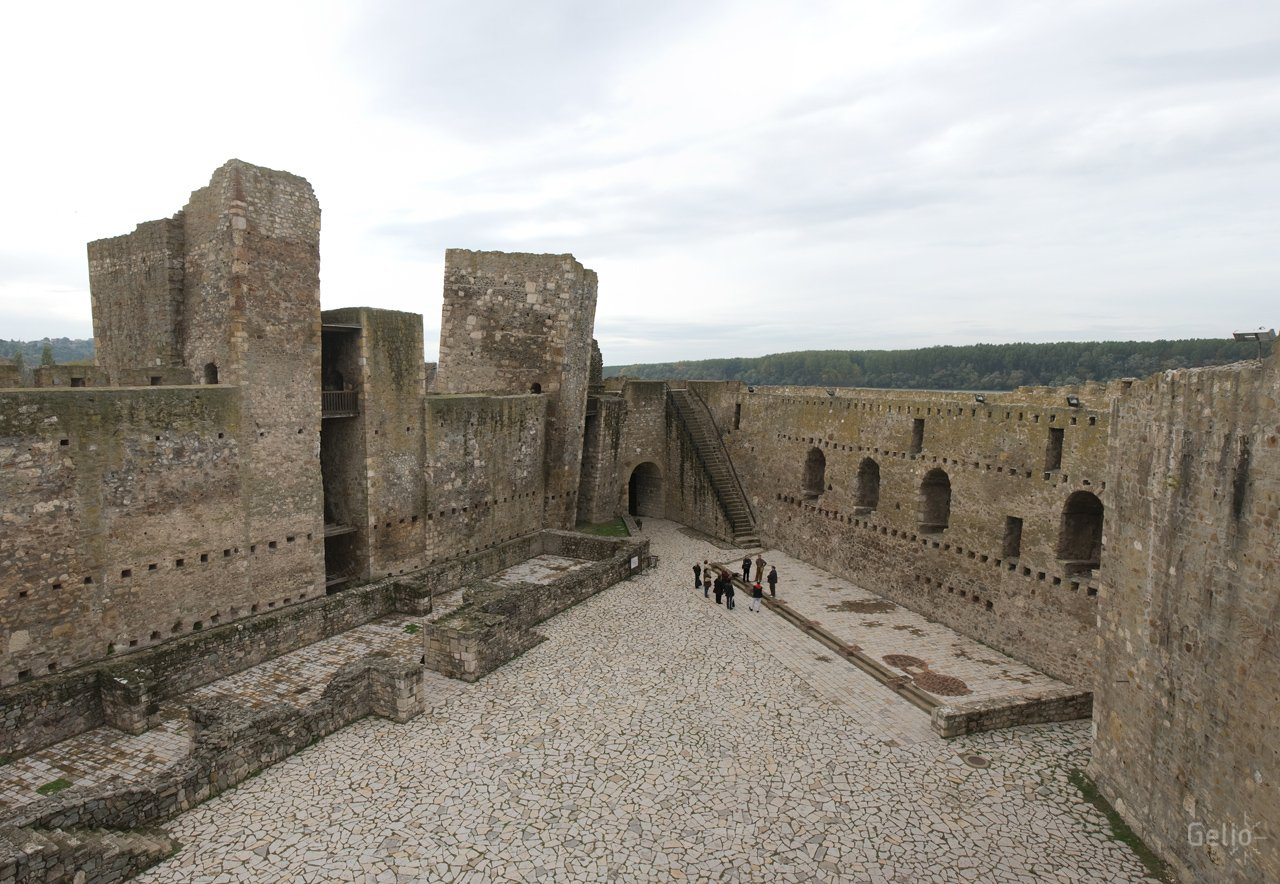
Forteca
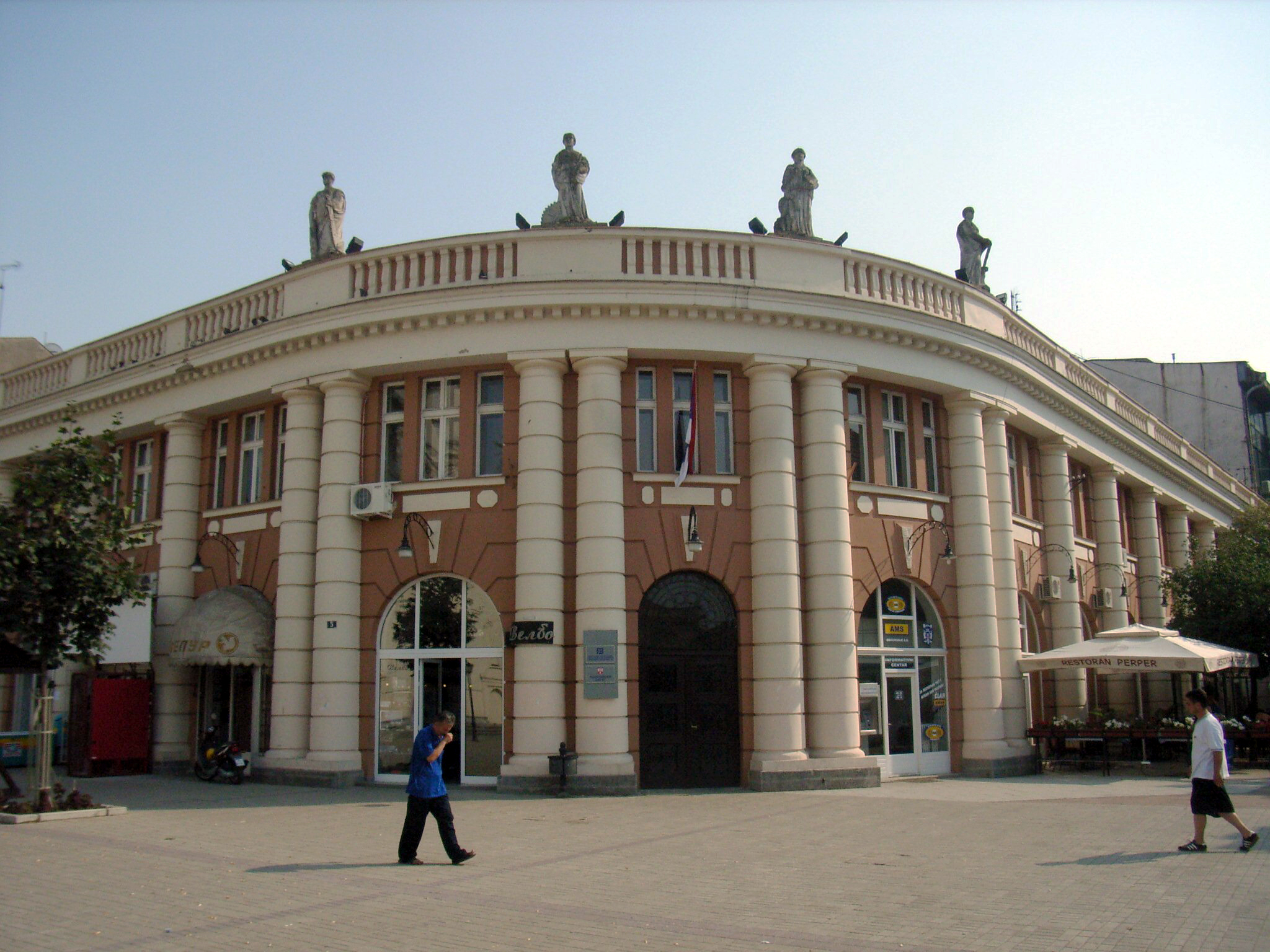
Budynek na rynku